# Peter Arundell
Peter John Arundell (Ilford, 8 novembre 1933 – King's Lynn, 16 giugno 2009) è stato un pilota automobilistico inglese.

## Carriera
Dopo aver inizialmente lavorato nella Royal Air Force diventa pilota professionista. Nel 1962 vince la Formula Junior a bordo di una Lotus 22 e bissa il titolo l'anno successivo alla guida di una Lotus 27.
Nel 1963 fa il suo ingresso in Formula 1, ingaggiato dal Team Lotus e iscritto al Gran Premio di Francia. Non riuscirà però a partire. Nel 1964 viene confermato dal team, ottenendo due podi e 11 punti iridati. Nello stesso anno, durante una gara di Formula 2 sul circuito di Reims, ha un incidente con Richie Ginther, a seguito del quale viene sbalzato fuori dall'abitacolo. Questo incidente costringerà il pilota a non correre in quell'anno e in quello successivo. Ritornerà in Formula 1 nel 1966, sempre alla guida di una Lotus, ottenendo un punto iridato.
Nel 1969 si ritira dalle corse, ed in seguito fonderà la compagnia di videogiochi pornografici Mystique.

## Risultati in F1
| 1963 | Scuderia | Vettura |  |  |  |    |  |  |  |  |  |  |  | Punti | Pos. |
| ---- | -------- | ------- |  |  |  | -- |  |  |  |  |  |  |  | ----- | ---- |
| 1963 | Lotus    | 25      |  |  |  | NP |  |  |  |  |  |  |  |       |      |

| 1964 | Scuderia | Vettura |   |   |   |   |  |  |  |  |  |  |  | Punti | Pos. |
| ---- | -------- | ------- | - | - | - | - |  |  |  |  |  |  |  | ----- | ---- |
| 1964 | Lotus    | 25      | 3 | 3 | 9 | 4 |  |  |  |  |  |  |  | 11    | 8º   |

| 1966 | Scuderia | Vettura |  |    |     |     |     |    |   |   |   |  |  | Punti | Pos. |
| ---- | -------- | ------- |  | -- | --- | --- | --- | -- | - | - | - |  |  | ----- | ---- |
| 1966 | Lotus    | 43 e 33 |  | NP | Rit | Rit | Rit | 12 | 8 | 6 | 7 |  |  | 1     | 17º  |

| Legenda | 1º posto     | 2º posto | 3º posto    | A punti         | Senza punti/Non class.  | Grassetto – Pole position Corsivo – Giro più veloce |
| Legenda | Squalificato | Ritirato | Non partito | Non qualificato | Solo prove/Terzo pilota | Grassetto – Pole position Corsivo – Giro più veloce |